# Daniela Norambuena
Daniela Norambuena Borgheresi (La Serena, 7 de julio de 1983) es una ingeniera agrónoma y política chilena, actual alcaldesa de La Serena. Fue concejala de la misma comuna entre 2021 y 2024, además de ser Gobernadora de la Provincia de Elqui entre 2018 y 2019.

## Carrera política
En 2018, durante el segundo gobierno de Sebastián Piñera, asume el cargo de Seremi de Agricultura de la Región de Coquimbo.
Luego, en 2021 decidió ser candidata a concejala por la comuna de La Serena, resultando electa, obteniendo un 7,81% y siendo primera mayoría.
En el año 2024, lanzó su candidatura a alcaldesa por la misma ciudad de La Serena, cargo para el que resultó electa con un 20,41%, siendo la sucesora en el cargo de Roberto Jacob, destituido en octubre de ese año por notable abandono de deberes.

## Historial electoral
| Año  | Tipo                   | Territorio | Pacto       | Partido | Votos  | %     | Resultado |
| ---- | ---------------------- | ---------- | ----------- | ------- | ------ | ----- | --------- |
| 2021 | Municipales a concejal | La Serena  | Chile Vamos | RN      | 5 198  | 7.81  | Concejala |
| 2024 | Municipales a alcalde  | La Serena  | Chile Vamos | RN      | 29 306 | 20.41 | Alcaldesa |